# Coriolopsis occidentalis
Coriolopsis occidentalis är en svampart som först beskrevs av Johann Friedrich Klotzsch, och fick sitt nu gällande namn av William Alphonso Murrill 1905. Coriolopsis occidentalis ingår i släktet Coriolopsis och familjen Polyporaceae.   Inga underarter finns listade i Catalogue of Life.